# Бєлошейкін Євген Володимирович
Євген Бєлошейкін (рос. Евгений Белошейкин, 17 квітня 1966, Невельськ — 18 листопада, 1999 Санкт-Петербург) — радянський хокеїст, що грав на позиції воротаря. Грав за збірну команду СРСР.

## Ігрова кар'єра
Професійну хокейну кар'єру розпочав 1983 року.
1991 року був обраний на драфті НХЛ під 232-м загальним номером командою «Едмонтон Ойлерс».
Протягом професійної клубної ігрової кар'єри, що тривала 15 років, захищав кольори команд СКА (Санкт-Петербург), ЦСКА (Москва).
Виступав за збірну СРСР у складі якої дебютував 19 грудня 1985 на турнірі газети «Известия» в матчі проти шведів. Був основним воротарем збірної два роки 1986 та 1987.

## Досягнення
- Чемпіон світу серед молодіжних команд 1986, а також найкращий воротар турніру.
- Чемпіонат світу 1986.
- Срібний призер чемпіонату світу 1987.
- Олімпійський чемпіон 1988.
- Чемпіон Європи — 1986, 1987.
- Триразовий чемпіон СРСР — 1985, 1986, 1987.

## Поза хокеєм
У 1989 році через порушення спортивного режиму відрахований з ЦСКА. У 90-х його батька було вбито невідомим в одному із кафе Санкт-Петербургу. Хворів на депресію та алкогольну залежність. Через загострення депресії покінчив життя самогубством.